# Chaveta
Chaveta (spanisch: Keil, Kopf) nennt man das halbmondförmige und grifflose Messer eines Zigarrendrehers.

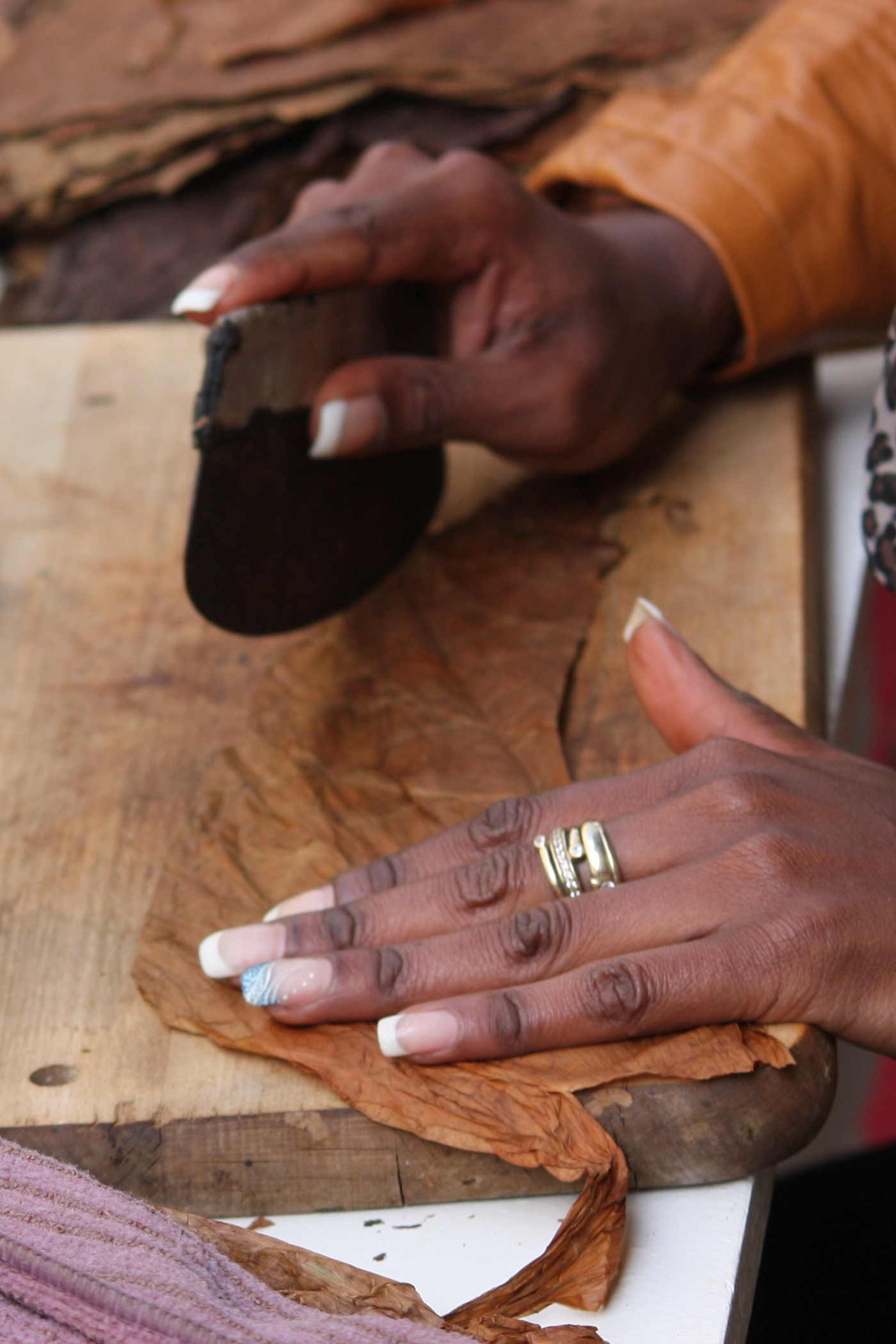
Zuschnitt eines Zigarrendeckblatt mit dem Chaveta

Das Chaveta-Messer dient dem Zurechtschneiden der Zigarrendeckblätter. Es wird mit einer wippenden Bewegung auf das Tabakblatt gedrückt, um Risse, die bei einem ziehenden Schnitt auftreten können, zu vermeiden. Die Zigarrenschneideplatte, auf der das Blatt liegt, ist aus Holz, um das Messer und dessen Schnittkante zu schonen.
In Deutschland sind in der handwerklichen Zigarrenmacherei Zigarrenmesser mit Griff in Verwendung.